# Професіонал (фільм, 2011)
«Професіонал» (англ. Killer Elite) — бойовик-трилер 2011 року, знятий за мотивами роману сера Ренальфа Файнса «The Feather Men».

## Сюжет
Денні Брайс — колишній найманий вбивця міжнародного рівня. Але через рік спокійного життя він отримує повідомлення від посередника, з якого дізнається, що його колишній напарник узятий у заручники арабським шейхом. Шейх хоче, щоб Денні вбив відставних бійців елітного спецпідрозділу SAS, які колись убили синів шейха. Тепер Денні зобов'язаний убити відставних солдатів, щоб урятувати свого напарника. Але виявляється, що один із членів елітного спецпідрозділу SAS не є вбивцею сина шейха. Денні підставили і тепер йому доведеться врятувати не тільки свого напарника, а також свою кохану жінку і власне життя.

## У ролях
| Актор                    | Роль                 |
| ------------------------ | -------------------- |
| Джейсон Стейтем          | Денні Брайс          |
| Роберт Де Ніро           | Гантер               |
| Клайв Овен               | Спайк                |
| Івонн Страховскі         | Енн Фрейзер          |
| Лейчі Гальм              | Стівен Гарріс        |
| Домінік Перселл          | Девіс                |
| Адевале Акінуойє-Агбадже | «Агент»              |
| Бен Мендельсон           | Мартін               |
| Грант Боулер             | капітан Джеймс Крегг |
| Майкл Дорман             | Джейк                |
| Фірасс Дірані            | Баккейт              |